# سفارت کانادا در کی‌یف
سفارت کانادا در کی‌یف (به لاتین: Embassy of Canada) یک سفارت در اوکراین است که در کی‌یف واقع شده‌است.